# داليا فؤاد
داليا فؤاد ( ولدت في أكتوبر 1985 -)، ممثلة وإعلامية مصرية.

## عن حياتها
داليا فؤاد ولدت في أكتوبر 1985 درست الإعلام وتخرجت من جامعة القاهرة وعملت في مجال الصحافة لفترة حتى أتتها الفرصة المناسبة لخوض تجربة التمثيل في مسلسل عريس ديليفري الذي شاركت في بطولته مع الفنان الكوميدي هاني رمزي، ثم توالت عليها العروض واشتركت في بطولة مسلسل جوز ماما الذي لفتت من خلاله الأنظار وأثبتت أن لديها موهبة تمثيلية خاصة، واشتركت الفنانة داليا فؤاد في مسلسل أبو جانتي مع سامر المصري الذي عرض في شهر رمضان. وشاركت في برنامج سائقات الصحراء 2 و قدمت برنامجها الخاص D-go واخيرا اشتركت في برنامج سديم 2 الموسم الثاني وهوا أكبر مسابقة لصناع المحتوي في العالم العربي وحاليا تقوم بتقديم برامجها الخاصة علي مواقع التواصل الاجتماعي.

## أعمالها
- مسلسل عريس ديليفري - انتج وعرض في عام 2011، كتبه حمدي يوسف وأخرجه أشرف سالم
- مسلسل جوز ماما - انتج وعرض 2010
- مسلسل أبو جانتي - أبو جانتي ملك التكسي أو ملك اللانسر مسلسل سوري كوميدي عرض في رمضان 1431
- برنامج سائقات الصحراء 2 [8]
- برنامج التحديات.
- برنامج سديم الموسم الثاني.
- برنامج سديم الموسم الأول